# Itapúa Poty
Itapúa Poty é uma cidade do Paraguai, no departamento de Itapúa.

## Transporte
O município de Itapúa Poty é servido pelas seguintes rodovias:
- Caminho em terra ligando a cidade de Edelira ao município de San Pedro del Paraná.
- Caminho em terra ligando a cidade ao município de Capitán Meza.
- Caminho em terra ligando a cidade ao município de Pirapó.
- Caminho em terra ligando a cidade ao município de Alto Verá.[1][2][3]